# قائمة الأفلام المصرية سنة 1934
هذه قائمة بالأفلام المصرية لسنة 1934 مرتبة أبجدياً.

## 1934
- ابن الشعب
- ياقوت
- الاتهام